# Charles Vane
Charles Vane (otprilike 1680. – 29. ožujka 1721.) bio je engleski pirat koji je pljačkao britanske i francuske brodove na Karibima od 1716. do 1719. g. Proslavio se relativno dugom karijerom i velikom okrutnošću.

## Životopis
Od porijeklu Charlesa Vanea zna se vrlo malo. Prije odlaska u pirate 1715. ili 1716. godine, živio je u Port Royalu, na Jamajci, iako zapisi s njegovog suđenja ukazuju da nije potjecao odande. Pridružio se posadi gusara Henryja Jenningsa prije njegovog epskog napada na logor Španjolaca na obali Floride gdje su ronioci pokušavali spasiti blago iz flote koja je ondje potonula, a kasnije je postao jedan od stanovnika Nassaua, na otoku New Providence na Bahamima, središtu svojevrsne "piratske republike".
Vane je bio u Nassauu kada se Vincent Pearse, zapovjednik britanske fregate HMS Phoenix, prvi put suočio s piratima u veljači 1718. godine, pokušavajući ih nagovoriti da se okane zločina. Pearse je zarobio Vaneovu šalupu Lark, ali su ga ostali pirati iz Nassaua nagovorili da Vanea pusti na slobodu, jer bi to uvjerilo ostale da prihvate britansku vlast. Pearse je to učinio, na što je Vane, izrugujući se britanskoj vlasti i zastavi, isplovio iz luke sa svojom bandom (među kojom su bili Edward England i Jack Rackham) u pljačku, istaknuvši crnu piratsku zastavu i ostavivši Pearsea da se osramoćen i neobavljena posla vrati u New York. Od tada, Vane je postao trn u oku britanskim vlastima koje su pokušavale ukrotiti Bahame, hvatajući trgovačke brodove i redovito se vraćajući u Nassau da ih izazivao svojim plijenom.
Do srpnja 1718., Vane je postao de facto vođa Nassauove tvrdokorne frakcije, pirata koji nisu htjeli prihvatiti kraljevski oprost i koji su se željeli oduprijeti dolasku guvernera Woodesa Rogersa. Vaneovo najodvažnije djelo zbilo se u noći 26. srpnja 1718., kada je gotovo uništio dvije fregate u Rogersovoj mornaričkoj pratnji na ulazu u luku Nassau, uputivši na njih veliki francuski brod koji je zarobio nešto ranije i sada zapalio da uništi uljeze. Iako Vaneov plan nije u potpunosti uspio, njegova banda pobjegla je iz Nassaua brzom šalupom Katherine, na kojoj su tom prilikom istaknuli englesku zastavu. Sljedećih tjedana trudili su se uzdrmati Rogersovu klimavu vladavinu pljačkajući bahamsku trgovinu dok su istovremeno pokušavali organizirati invaziju na otok. Dana 30. kolovoza je blokirao luku Charleston, u Južnoj Karolini, zarobivši nekoliko plovila, među njima i brigantin koji je prozvao Ranger i uzeo kao svoj zapovjedni brod.
Vane je pratio tragove Crnobradog, koji je tada bio "umirovljen" u Sjevernoj Karolini, vjerojatno u nastojanju da ga uvjeri da se pridruži napadu na Nassau. Njihove posade su imale tjedan dana zabave na otoku Ocracoke, prije nego što su se razdvojili, svaki ploveći u susret svojoj sudbini. Točan datum sastanka je nepoznat, ali vjerojatno se održao u rujnu ili listopadu 1718.
Vanea su kasnije svrgnuli njegovi vlastiti ljudi, nakon što je u prolazu između Kube i Hispaniole odbio napasti francuski ratni brod u studenom 1718. Zapovjedništvo nad brigantinom preuzeo je Vaneov vođa palube Calico Jack Rackham. Vane i 15 odanih sljedbenika su ostavljeni s malenom šalupom, s kojom su pokušali obnoviti svoje bogatstvo, drsko napadajući brodove oko Jamajke. Iako je Vane uspio izbjeći vlasti, nije mogao pobjeći snažnom uraganu koji mu je uništio brod na otoku u blizini obale današnjeg Hondurasa u veljači 1719. g. Vane je ondje proveo nekoliko mjeseci sve dok nije naišao trgovački brod s Jamajke pod zapovjedništvom bivšeg pirata, kapetana Holforda. Prepoznavši Vanea i znajući kakav bi opasan putnik on bio, Holford ga je ondje ostavio, obećavši mu da će ga predati vlastima ako ga zatekne na istom mjestu kada se vrati za mjesec dana.
Vane je imao sreću jer je ubrzo naišao drugi trgovački brod. Nitko ga od posade nije prepoznao pa je, nakon što je dao lažno ime, primljen kao mornar. Igrom slučaja, brod kapetana Holforda se vratio i ovaj je razotkrio Vaneov pravi identitet. Vane je zatočen i predan vlastima na Jamajci. Na suđenju se nije branio te ga je guverner Jamajke Nicholas Lawes osudio na smrt. Iz nejasnih razloga Vane je ostao zatvoren više od godinu dana prije nego što je obješen na Gallows Pointu u Port Royalu, 29. ožujka 1721. godine. Njegovo tijelo je ostavljeno da trune na ulazu u luku kao upozorenje.

## U popularnoj kulturi
- Jack Galloway je 2005. glumio Vanea u filmu Crnobradi: Teror na moru.
- Vane se pojavljuje u videoigri  Assassin's Creed IV: Black Flag, gdje mu glas posuđuje Ralph Ineson.
- U dramskoj seriji Crna jedra Vanea glumi američki glumac Zach McGowan. U prvoj sezoni gubi brod i posadu koja se pridruži kapetanu Flintu zaslugom njegove bivše ljubavnice Eleanor Guthrie. Vane stječe novu posadu kada ubije svog bivšeg gospodara te zavlada utvrdom u Nassauu. U drugoj sezoni ubija pirata Neda Lowa kako bi se domogao njegova broda i taokinje Abigail Ashe, kćeri guvernera Karoline. Vane zatim prati Flinta do Charlestona gdje mu preotme brod ali ga spašava nakon što sazna da su ga vlasti uhitile. U trećoj sezoni Vane se suočava s Crnobradim koji se vratio piratstvu kako bi od Vanea napravio svog nasljednika. Crnobradi i Vane uspiju pobjeći britanskoj floti Woodesa Rogersa ali Vane napušta Crnobradog nakon što ovaj u dvoboju umalo ubije Flinta. Vane i Flint udružuju snage i spašavaju Jacka Rackhama i otimaju kovčeg dragulja ali Vane bude zarobljen. Eleanor Guthrie ga osuđuje na smrt jer joj je ubio oca ali Vaneovo vješanje potakne duh pobune u Nassauu.

## Vanjske poveznice
- Charles Johnson, A General History of the Pyrates, London, 1724. - poglavlje of Vaneu